# Laura (mini-série)
Pour les articles homonymes, voir Laura.
Laura : Le compte à rebours a commencé est une mini-série franco-suisse en quatre parties réalisée par Jean-Teddy Filippe sur un scénario de Jean-Luc Seigle.
Elle a été diffusée en Belgique sur RTL-TVI du 4 au 25 juin 2006, et en France sur M6 du 7 au 28 juin 2006. 

## Synopsis
Le 1er juillet à Nice, Laura Fontane fête ses 26 ans. Depuis trois générations, les femmes de sa famille meurent mystérieusement un 22 juillet à l'âge de 26 ans. Parviendra-t-elle à déjouer cette malédiction ? Le compte à rebours a commencé... Or le jour-même de son mariage, son futur mari est victime d'une tentative de meurtre. La jeune femme est dévastée, elle va tout faire pour arrêter la malédiction et surtout retrouver celui qui a essayé de tuer son futur mari, soutenu par son amie d'enfance qui est gendarme.

## Fiche technique
- Titre  : Laura : Le compte à rebours a commencé (titre complet)
- Réalisation : Jean-Teddy Filippe
- Scénario : Jean-Luc Seigle, François Charlent, Georges Desmouceaux, Pascal Perry, Emmanuelle Rey-Magnan
- Photographie : Éric Weber
- Musique : Laurent Sauvagnac
- Production : Alain Tortevoix
- Sociétés de production : Sama Productions, Fontana, RTL-TVi
- Pays : France / Suisse
- Langue : français
- Durée : 360 minutes (4 × 90 min)
- Dates de première diffusion :  Belgique : 4 juin 2006 ;  France : 7 juin 2006

## Distribution
- Delphine Chanéac : Laura Fontane
- Sophie Duez : Ludmilla Rinaldi
- Christophe Malavoy : Max Fontane
- Yannick Soulier : Vincent Bellair
- Claire Nebout : Viviane
- Christian Charmetant : Fred Bellair
- Arthur Jugnot : Matthieu Fontane
- Julie Bataille : Agnès
- Gianni Giardinelli : Bazin
- Virginie Desarnauts : Manon
- Philippe Lavil : Franck Duval
- Aurélien Wiik : Antoine
- Valérie Kirkorian : la Mère supérieure
- Laetitia Fourcade : infirmière de Vincent Bellair

## Épisodes
1. Dans 22 jours, la malédiction doit frapper
2. Le temps presse
3. Le cauchemar est loin d'être fini
4. Les meurtres s'accumulent

## Commentaires
C'est la première saga d'été de M6. Le tournage a eu lieu sur la Côte d'Azur entre octobre 2005 et janvier 2006.
Le premier titre envisagé a été Les 22 lames en référence aux 22 atouts du tarot de Marseille.

## Distinctions
- Prix du grand public au Festival de la fiction TV de Saint-Tropez 2006[1].